# Library Genesis
Library Genesis o LibGen es un motor de búsqueda que permite el libre acceso a artículos científicos y libros (la mayor parte son académicos y, en menor proporción, de ficción). Posee contenido libre en formatos PDF, EPUB, MOBI, DJVU, etc., accesible en portales de numerosas editoriales académicas, como Oxford UP, Cambridge UP, Elsevier ScienceDirect, Springer, etc.

## Historia
Library Genesis tiene sus raíces en la cultura clandestina e ilegal del samizdat en la Unión Soviética. En una sociedad en la que el acceso a la imprenta estaba estrictamente controlado por una férrea censura, los intelectuales disidentes copiaban a mano y volvían a mecanografiar manuscritos para su circulación secreta. Esta práctica se legalizó bajo el mandato del Secretario General soviético Mijail Gorbachov en la década de 1980, y se expandió muy rápidamente en una época en la que había ordenadores de sobremesa y escáneres asequibles, y presupuestos de investigación muy reducidos.
Los voluntarios se trasladaron a la red informática rusa («RuNet») en los años 90, que se inundó de cientos de miles de contribuciones descoordinadas. Los bibliotecarios se volvieron especialmente activos, utilizando contraseñas de acceso prestadas para descargar copias de artículos científicos y académicos de fuentes de Internet occidentales, y luego subirlas a RuNet.
A principios del siglo XXI, los esfuerzos se coordinaron y se integraron en un sistema masivo conocido como Library Genesis, o LibGen, en torno a 2008, que posteriormente absorbió los contenidos de «library.nu» y se convirtió en su sucesor funcional tras su cierre por acciones legales en 2012. En 2014, su catálogo duplicaba en contenido al de library.nu, con 1,2 millones de registros. A 28 de julio de 2019, Library Genesis afirma tener más de 2,4 millones de libros de no ficción, 80 millones de artículos de revistas científicas, 2 millones de archivos de cómics, 2,2 millones de libros de ficción y 0,4 millones de números de revistas.
Los modelos de inteligencia artificial ChatGPT y Meta AI, han usado contenido de la base de datos contenida en Libgen para entrenar sus modelos de inteligencia artificial.

## Problemas legales

### Litigios
En 2015, Library Genesis se vio envuelta en un pleito legal con Elsevier, que la acusaba de infringir los derechos de autor y de conceder libre acceso a artículos y libros. En respuesta, los administradores acusaron a Elsevier de obtener la mayor parte de sus beneficios de investigaciones financiadas con fondos públicos que deberían ser de libre acceso para todos, ya que las pagan los contribuyentes.
A finales de octubre de 2015, la Corte de Distrito de los Estados Unidos para el Distrito Sur de Nueva York ordenó el cierre de LibGen y la suspensión del uso del nombre de dominio (libgen.org), pese a lo cual el sitio es accesible a través de dominios alternativos.

### País de alojamiento
LibGen está registrado tanto en Rusia como en los Países Bajos, por lo que no está clara la jurisdicción apropiada para emprender acciones legales.

### Bloqueos
LibGen está bloqueado por varios ISP en el Reino Unido, pero se afirma que tales bloqueos basados en DNS hacen poco para disuadir el acceso. También está bloqueado por ISP en Francia, Alemania, Grecia, Italia, Bélgica (que redirige a la página de bloqueo de la Policía Federal Belga), y Rusia (en noviembre de 2018). El 23 de marzo de 2024, se ha informado que la lista de bloqueo de sitios piratas holandeses ahora incluye Anna's Archive y Library Genesis, basándose en una solicitud de BREIN, un grupo antipiratería local.

## Uso
Hasta finales de 2014, Sci-Hub, que ofrece acceso gratuito a millones de artículos de investigación y libros, utilizaba LibGen como almacén. Los documentos solicitados por los usuarios se pedían a LibGen y se servían desde allí si estaban disponibles; de lo contrario, se obtenían por otros medios y luego se almacenaban en LibGen.
En 2019, archivistas y activistas de la libertad de información lanzaron un proyecto para sembrar y alojar mejor los volcados de datos de LibGen. El portavoz y coordinador del proyecto 'santuario' describió el esfuerzo como una forma de una «tarjeta de biblioteca permanente para el mundo» e informó que la respuesta ha sido «abrumadoramente positiva de todos». En 2020, el proyecto lanzó una biblioteca digital peer-to-peer de contenido en Sci-Hub y Library Genesis usando IPFS.